# محمد بن سالم (سياسي تونسي)
محمد بن سالم (الزريبة، 19 فبراير 1953-) هو رجل أعمال وسياسي تونسي، وهو عضو وقيادي في حزب حركة النهضة. تقلد بعد الثورة التونسية، منصب وزير الفلاحة، وفاز بمقعد عن دائرة زغوان الانتخابية في المجلس الوطني التأسيسي ومجلس نواب الشعب.

## السيرة الذاتية
كناشط ومناضل في صفوف حزب حركة النهضة ذات التوجه الإسلامي، سجن محمد بن سالم سنة 1987 لمدة تسعة أشهر تحت نظام زين العابدين بن علي، وسجن مرة ثانية لمدة شهرين ونصف بين 1990 و1991.

تنقل محمد بن سالم بين مناصب حركة النهضة، حيث عين في 1989 كعضو في مجلس الشورى ولازال فيه حتى الآن، وفي 1990 أصبح نائب رئيس الحركة، حتى أصبح بين أبريل ويونيو 1991 رئيسا لها.

بعد ذلك عاش في المنفى في فرنسا بين 1991 و2011، أين أسس العديد من الشركات التي تعمل في مجال العقارات وتجارة الجملة في مواد التجهيز المختلفة.

أثناء هذه المدة، شارك في باريس في نشاطات جمعية التضامن التونسية التي كان رئيسها. في 2011، بعد الثورة التونسية التي أسقطت نظام الرئيس بن علي، انتخب محمد سالم في المجلس الوطني التأسيسي كنائب على دائرة زغوان الانتخابية. في ديسمبر من نفس السنة، أصبح بن سالم وزيرا للفلاحة في حكومة حمادي الجبالي ثم في حكومة علي العريض. في 29 يناير 2014، شغل مكانه لسعد لشعل في حكومة المهدي جمعة الجديدة.

بعد ذلك انتخب محمد بن سالم مرة ثانية كنائب في مجلس نواب الشعب الجديد وذلك أثناء الانتخابات التشريعية في 26 أكتوبر 2014.

## الحياة الخاصة
متزوج و إحدى بناته متزوجة من الوزير سليم بن حميدان.

## مقالات ذات صلة
- حركة النهضة (تونس)
- حكومة حمادي الجبالي
- حكومة علي العريض

## روابط خارجية
- سيرة محمد بن سالم على موقع مرصد المجلس الوطني التأسيسي التابع لمنظمة البوصلة.
- سيرة محمد بن سالم على موقع مرصد مجلس نواب الشعب التابع لمنظمة البوصلة.